# Пономаренко, Павел Андреевич
Павел Андреевич Пономаренко (1905—1944) — участник Великой Отечественной войны. Герой Советского Союза (1944, посмертно). Капитан.

## Биография
Павел Андреевич Пономаренко родился в 1905 году в уездном городе Пирятин Полтавской губернии Российской империи (ныне город, административный центр Пирятинского района Полтавской области Украины) в семье рабочего. Украинец. Образование неполное среднее. До призыва на военную службу работал кровельщиком.
В ряды Рабоче-крестьянской Красной Армии П. А. Пономаренко был призван в 1927 году. В 1931 году окончил Орджоникидзевское военное пехотное училище. Служил в Закавказском военном округе. В боях с немецко-фашистскими захватчиками лейтенант П. А. Пономаренко с 10 ноября 1942 года на Южном фронте. Боевое крещение принял в ходе Ростовской операции. Затем участвовал в Битве за Кавказ на Закавказском и Северо-Кавказском фронтах. С 20 декабря 1942 года воевал на Юго-Западном фронте, участвовал в освобождении Донбасса и Битве за Днепр.
В декабре 1943 года П. А. Пономаренко получил звание капитана и вместе с тем назначение на должность командира 2-го стрелкового батальона 248-го полка 31-й стрелковой дивизии 4-й гвардейской армии 2-го Украинского фронта. Уже в ходе Корсунь-Шевченковской операции батальон Пономаренко продемонстрировал отличную выучку и высокий боевой дух, а сам Павел Андреевич зарекомендовал себя смелым, решительным и волевым командиром. Именно поэтому 2-му стрелковому батальону в ходе Уманско-Ботошанской операции было поручено, действуя в авангарде наступающих сил, прорывать вражескую оборону и расчищать путь своему полку и всей дивизии в целом.
5 марта 1944 года 31-я стрелковая дивизия, переданная накануне Уманско-Ботошанской операции в состав 52-й армии, перешла в наступление на уманском направлении. Батальон капитана Пономаренко прорвал оборону противника в районе села Рыжановка и первым ворвался в населённый пункт. 10 марта 1944 года Павел Андреевич со своими бойцами вошёл в Умань и разгромил отступавшую через город колонну немцев. Продолжая преследование противника, сметая вражеские заслоны и уничтожая разрозненные немецкие отряды, батальон прошёл более 100 километров и сходу форсировал Южный Буг, не позволив немцам организовать оборону. Выдерживая высокие темпы наступления, батальон Пономаренко 17 марта форсировал Днестр и закрепился на плацдарме на его правом берегу. 25 марта 1944 года с захваченных на Днестре плацдармов войска правого крыла 2-го Украинского фронта перешли в наступление и на следующий день на восьмидесятипятикилометровом участке вышли к государственной границы СССР, сходу форсировали Прут и вступили на территорию Румынии.
30 марта 1944 года перед 31-й стрелковой дивизией была поставлена задача перерезать железную дорогу Яссы-Кишинёв у села Пырлица, чтобы лишить противника возможности перебрасывать оперативные резервы. В ночь с 30 на 31 марта 1944 года батальон капитана П. А. Пономаренко прорвал оборону противника в районе села Грасены. Вместе с ним в прорыв устремились ещё два батальона 248-го стрелкового полка, но остальные части дивизии не смогли поддержать наступление. В результате немцы восстановили линию обороны, и прорвавшиеся подразделения оказались в окружении. Приняв командование всеми тремя батальонами на себя, капитан П. А. Пономаренко захватил село Грасены и организовал круговую оборону. В течение дня бойцы Пономарёва отразили семь атак противника, уничтожив более 250 немецких солдат и 11 офицеров. Когда боеприпасы подошли к концу, Пономаренко разработал дерзкий план, согласно которому батальоны должны были прорвать кольцо окружения там, где немцы ожидали меньше всего. Удар предполагалось нанести в противоположную от линии фронта сторону — на Пырлицу, после чего предстояло захватить железнодорожную станцию, блокировать железную дорогу и удержать её до подхода основных сил, выполнив тем самым поставленную боевую задачу. Вооружившись трофейными немецкими винтовками, батальоны пошли на прорыв. В ходе ожесточённого боя Павел Андреевич был смертельно ранен и скоро скончался. К исходу 31 марта 1944 года основные силы 31-й стрелковой дивизии всё же прорвали линию фронта и соединившись с попавшими в окружение подразделениями. За образцовое выполнение боевых заданий командования на фронте борьбы с немецкими захватчикам и проявленные при этом отвагу и геройство капитану Пономаренко Павлу Андреевичу указом Президиума Верховного Совета СССР от 13 сентября 1944 года было присвоено звание Героя Советского Союза посмертно. Похоронен П. А. Пономаренко в братской могиле у села Грасены Унгенского района Республики Молдова.

## Награды
- Медаль «Золотая Звезда» (13.09.1944, посмертно);
- орден Ленина (13.09.1944, посмертно).

## Память
- Имя П. А. Пономаренко увековечено на мемориальной доске в честь Героев Советского Союза — уроженцев города Пирятина

## Документы
- Общедоступный электронный банк документов «Подвиг Народа в Великой Отечественной войне 1941—1945 гг.» Дата обращения: 30 октября 2012. Архивировано из оригинала 13 марта 2012 года.

Представление к званию Героя Советского Союза. Дата обращения: 30 октября 2012. Архивировано 19 декабря 2012 года.
Ходатайство о присвоении звания Героя Советского Союза. Дата обращения: 30 октября 2012. Архивировано 19 декабря 2012 года.
Указ ПВС СССР о присвоении звания Героя Советского Союза. Дата обращения: 30 октября 2012. Архивировано 19 декабря 2012 года.
- Обобщенный банк данных «Мемориал». Дата обращения: 30 октября 2012. Архивировано из оригинала 10 мая 2012 года.

ЦАМО, ф. 33, оп. 11458, д. 319. Дата обращения: 30 октября 2012. Архивировано 28 декабря 2012 года.
ЦАМО, ф. 33, оп. 11458, д. 233. Дата обращения: 30 октября 2012. Архивировано 28 декабря 2012 года.